# Forum mondial des fonds de pension
Le Forum mondial des fonds de pension ou "World Pensions & Investments Forum" est une conférence internationale organisée par Nicolas Firzli, fondateur du World Pensions Council (WPC) (Fédération internationale des fonds de pension et des caisses de retraites), en partenariat avec des institutions supranationales telles que l’OCDE et de grands investisseurs institutionnels des pays de l'Union européenne, de l'ALENA, des nations émergentes d’Asie, d’Amérique latine et des pays du Golfe arabe.
La première édition du Forum s’est tenue à Paris en décembre 2010 au siège de l’OCDE: les experts présents (Cambridge, OCDE, FMI, Banque mondiale…) y ont notamment traité des thématiques de l’allocation des ressources financières, de la gestion quantitative, de la régulation et de la gouvernance.
La deuxième édition s’est tenue à Paris en février 2012 au siège de la Société d'encouragement pour l'industrie nationale (SEIN).  Le forum a été centré sur la thématique des "Investissements à long terme pour les caisses de retraite, les fonds de pension et fonds souverains", déclinée en cinq sessions couvrant :
le projet Investissement à Long Terme de l'OCDE,
l'allocation d'actifs et les solutions d'investissement, les stratégies de diversification (actions, fonds spéculatifs), les marchés émergents et l'Asie (capital-investissement et actions),
et les investissements en infrastructure.
La troisième édition du forum s’est tenue en Asie en novembre 2013 avec le soutien de la Région administrative spéciale de Hong Kong de la République populaire de Chine. Les diverses tables rondes et présentations plénières étaient centrées sur les questions de gouvernance, le rôle des trustees- notamment au Royaume-Uni, en Irlande, et en Australie, les modèles stochastiques d’allocation d’actifs, l’impact des évolutions démographiques récentes- notamment en termes de risque de longévité, la gestion indicielle moderne et les stratégies dites de ‘smart béta’, le rôle croissant du capital risque et des investissements en infrastructure pour les fonds de pension et les fonds souverains notamment aux États-Unis, au Canada, en Hollande et au Royaume-Uni et, plus généralement, l’analyse approfondie des ‘meilleures pratiques’ concrètes pouvant contribuer à “résoudre la crise des retraites à travers le monde”